# Mitterndorf an der Fischa
Mitterndorf an der Fischa là một thị trấn ở huyện Baden trong bang Niederösterreich ở nước Áo. Đô thị này có diện tích 10,77 km², dân số năm 2001 là 1802 người.